# Marco Rojas
Marco Rodrigo Rojas (født 5. november 1991) er en professionel fodboldspiller i New Zealand, der spiller som en ving eller offensiv midtbanespiller for Superligaklubben SønderjyskE og New Zealand landsholdet .
Fans har kaldt Rojas Kiwi Messi mens han spillede i A-League forMelbourne Victory FC .

## Tidlige liv
Rojas gik på Aberdeen Primary School og Maeroa Intermediate School i slutningen af 1990'erne og begyndelsen af midten af 2000'erne. Han er af chilensk afstamning. 

## Titler

### Land
New Zealand
- OFC Nations Cup : 2016
- OFC U-20 Mesterskabet : 2011

Individuelt
- Årets fodboldspiller i Oceanien : 2012
- Johnny Warren-medalje : 2012-13
- A-League Årets unge spiller : 2012-13
- A-League Spillernes årets spiller : 2012-13